# Wushi’er bingfang
Das Wushi’er bingfang (chinesisch 五十二病方, Pinyin Wǔshí'èr bìngfāng, W.-G. Wu shih erh ping fang – „Rezepte gegen zweiundfünfzig Krankheiten“) ist ein medizinisches Seidenmanuskript aus dem Han-Grab Nr. 3 von Mawangdui (马王堆/馬王堆), Changsha (Provinz Hunan, China).
Der Verfasser ist unbekannt. Es wurde ungefähr im 3. Jahrhundert v. Chr. verfasst und enthält über 280 Rezepte gegen 52 Krankheiten.
Die erste Ausgabe des Werkes erschien 1979 im Pekinger Verlag Wenwu Chubanshe.
Weil darin unter zweiundfünfzig Überschriften Rezepte gegen verschiedene Krankheiten aufgezeichnet sind, wurde es „Rezepte gegen zweiundfünfzig Krankheiten“ (Wǔshí'èr bìngfāng) genannt. Insgesamt sind darin 283 Rezepte enthalten und es kommen 103 Krankheitsnamen vor. Es ist zurzeit die älteste bekannte Rezeptsammlung der traditionellen chinesischen Medizin und stellt eine überaus wichtige Quelle zur Geschichte der chinesischen Medizin, Diätetik sowie Ess- und Trinkkultur dar.
Zusammen mit dem Wushi’er bingfang wurden vier weitere medizinische Seidenbücher gefunden.
Auch die Bedeutung weiterer Textfunde und sonstiger Funde aus diesem Grab sowie aus den weiteren Han-Gräbern von Changsha Mawangdui kann nur schwer überschätzt werden.

## Ausgaben
- Wenwu chubanshe, Peking 1979
- Mawangdui Hanmu boshu (si). [Die Seidenmanuskripte aus dem Han-Gräbern von Mawangdui (Bd. IV)] Peking: Wenwu chubanshe, 1985
- Mawangdui Hanmu yishu jiaoshi (马王堆汉墓医术校释) [Gesammelte und angemerkte medizinische Werke aus dem Grab von Mawangdui], 2 Bde., Chengdu, 1992 (enthält eine Übersetzung in Standardchinesisch)